# Arc (België)
Arc is een dorp in de Belgische provincie Henegouwen. Het ligt in de gemeente Frasnes-lez-Anvaing en vormt samen met Ainières de deelgemeente Arc-Ainières. Arc ligt zo'n anderhalve kilometer ten westen van Ainières.

## Geschiedenis
De dorpsnaam zou komen van het Latijnse arcus, verwijzende naar een oude Romeinse brug. Op de Ferrariskaart uit de jaren 1770 is het dorp aangeduid als Arcq.
Op het eind van het ancien régime werden de twee dorpen samengebracht in de gemeente Arc-Ainières. In 1971 werd die gemeente samengevoegd met Wattripont en kwam Arc in de nieuwe gemeente Arc-Wattripont te liggen. In 1977 werd die gemeente weer opgeheven en bij Frasnes-lez-Anvaing gevoegd.

## Bezienswaardigheden
- De Sint-Martinuskerk (Église Saint-Martin)], een classicistisch bouwwerk uit 1782. De kerk bezit een 18e-eeuws hoofdaltaar met een 17e-eeuws altaarstuk.

## Natuur en landschap
Arc ligt op een hoogte van 58 meter. De hoogte varieert van 43-69 meter.

## Nabijgelegen kernen
Ainières, Cordes, Celles, Anserœul